# El Torrentó
El Torrentó és una masia a l'oest del terme de Rupit i Pruit prop del límit amb el de l'Esquirol (Osona). Antic mas situat vora el torrent i sota el cingle d'Aiats. Es troba registrat en el fogatge de la parròquia i terme de Sant Llorenç Dosmunts de 1553. Aleshores habitava el mas un tal Joan torrentó.

## Masia
Masia de planta rectangular coberta a dues vessants i amb el carener paral·lel a la façana, orientada a llevant. Està construïda sobre el desnivell del torrent i es distingeixen tres cossos a l'alçat. La part nord consta de planta baixa i dos pisos, la del mig té un pis menys i el cos següent està format per porxos, encarats a migdia i sostinguts per pilars. Als porxos hi ha una llinda de fusta que duu la inscripció: I 1 0 S / I 1 6 3. El portal, situat a l'extrem nord, és rectangular amb llinda de pedra picada, molt deteriorada i on només es pot llegir CONSEBIDA. Hi ha algunes finestres tapiades, a ponent s'hi adossa un cos de construcció recent. Els escaires i les obertures són de pedra picada, la resta és de pedra sense polir.

## Cabana
La cabana, amb la data 1771, està coberta a dues vessants amb el carener perpendicular a la façana situada a migdia, davant l'era. Consta de planta i primer pis. Presenta un portal d'arc rebaixat, construït amb carreus de pedra, al primer pis n'hi ha un altre de característiques semblants però tapiat, el carreu central és datat. Al sector de llevant s'hi adossa un cos cobert amb la prolongació del vessant de la casa, amb un portal rectangular a la planta. Es construïda amb pedra sense polir unida amb morter de calç i els carreus dels portals són picats i d'un color grisós.